# Janette Oke
Janette Oke (* 18. Februar 1935 als Janette Steeves) ist eine kanadische Schriftstellerin christlicher Literatur.

## Leben
Janette Oke wurde auf einer Farm in Champion, in der kanadischen Provinz Alberta geboren.
Sie studierte am Mountain View Bible College in Didsbury (Alberta) und lernte hier auch ihren zukünftigen Ehemann Edward Oke kennen. Die beiden heirateten 1957 und waren seither als Pastoren an verschiedenen Kirchen in Indiana, Calgary oder Edmonton tätig.
Janette Oke veröffentlichte ihr erstes Buch Love Comes Softly 1979 bei Bethany House. 1984 erschien es in Deutschland unter dem Titel Liebe wächst wie ein Baum im Verlag Gerth Medien. Das Buch wurde innerhalb kürzester Zeit zum Bestseller, dem inzwischen über 75 weitere Werke gefolgt sind.
Zu den zahlreichen Preisverleihungen, die Janette Oke erhalten hat, zählen The Gold Medallion Award for Fiction, CBA Life Impact Award, The Christy Award of Excellence und President's Award from the Evangelical Christian Publishers Association.
Janette Oke ist vierfache Mutter und lebt heute (Stand 2022) in Alberta nahe der Farm ihrer Eltern, die mittlerweile zu einem Heimatmuseum umgebaut wurde. Ihr Mann, mit dem sie dort zusammenlebte, ist am 3. Januar 2022 gestorben.
Ihre Tochter Laurel Oke Logan verfasste eine Biografie ihrer Mutter, die auf Deutsch unter dem Titel Janette Oke: Ein Herz für die Prärie 2002 im Brunnen Verlag erschien.

## Werke

### Die Siedler
Die Serie erschien von 1984 bis 1990 im Verlag Gerth Medien, übersetzt von Beate Peter. Gelesen von Günter Schmitz sind die ersten vier Bände 1990 als Hörbuch erschienen. Fox Faith adaptierte die Bücher als Filmreihe mit Schauspielern wie Katherine Heigl, Corbin Bernsen und Erin Cottrell.
| Jahr | Titel                            | Verlag       |
| ---- | -------------------------------- | ------------ |
| 1984 | Liebe wächst wie ein Baum        | Gerth Medien |
| 1985 | Liebe trägt durch Freud und Leid | Gerth Medien |
| 1985 | Reise in eine neue Welt          | Gerth Medien |
| 1986 | Über Allem bleibt die Freude     | Gerth Medien |
| 1987 | Niemals hört die Liebe auf       | Gerth Medien |
| 1988 | Träume sind wie der Wind         | Gerth Medien |
| 1989 | Wohin das Herz uns führt         | Gerth Medien |
| 1990 | Ein Zuhause für Belinda          | Gerth Medien |

### Das Erbe der Siedler
Die Fortsetzungsserie zu Die Siedler erschien von 2001 bis 2003 bei Gerth Medien. Die ersten zwei Bände erschienen als Hörbuch, gelesen von Hanno Herzler.
| Jahr | Titel                   | Verlag       |
| ---- | ----------------------- | ------------ |
| 2001 | Frühling des Lebens     | Gerth Medien |
| 2002 | Warten auf das Glück    | Gerth Medien |
| 2002 | Im Sturm der Zeit       | Gerth Medien |
| 2003 | Wenn die Hoffnung siegt | Gerth Medien |

### Kanada-Serie
| Jahr | Titel                         | Verlag       |
| ---- | ----------------------------- | ------------ |
| 1988 | Wenn die Liebe siegt          | Gerth Medien |
| 1989 | Wenn es Frühling wird         | Gerth Medien |
| 1990 | Wenn der Tag erwacht          | Gerth Medien |
| 1991 | Wenn die Hoffnung neu erblüht | Gerth Medien |

### Jahreszeiten-Serie
| Jahr | Titel                       | Verlag       |
| ---- | --------------------------- | ------------ |
| 1984 | Nur einen Sommer lang       | Gerth Medien |
| 1991 | Wie ein Blatt im Herbstwind | Gerth Medien |
| 1992 | Jeder Winter geht vorüber   | Gerth Medien |
| 1992 | Was der Frühling verspricht | Gerth Medien |

### Classic-Serie
Diese Romane sind voneinander unabhängig und haben als Hauptperson eine Frau im Westen.
| Jahr | Titel   | Verlag       |
| ---- | ------- | ------------ |
| 1995 | Judith  | Gerth Medien |
| 1995 | Anna    | Gerth Medien |
| 1995 | Julia   | Gerth Medien |
| 1996 | Susanna | Gerth Medien |
| 1996 | Laura   | Gerth Medien |
| 1997 | Maria   | Gerth Medien |
| 1998 | Rebekka | Gerth Medien |

### Akadien-Saga
Die Akadien-Saga spielt im Kanada des 18. Jahrhunderts und wurde mit Koautor T. Davis Bunn geschrieben.
| Jahr | Titel                       | Verlag       |
| ---- | --------------------------- | ------------ |
| 2006 | Wo die wilden Blumen blühen | Gerth Medien |
| 2007 | Küste der Sehnsucht         | Gerth Medien |
| 2007 | Eine neue Heimat            | Gerth Medien |
| 2008 | Lichtzeichen der Hoffnung   | Gerth Medien |
| 2008 | Heimkehr ins Glück          | Gerth Medien |